# Sobór w Sienie
Sobór w Sienie – sobór powszechny Kościoła katolickiego, który miał miejsce w latach 1423–1424 w Sienie.
Sobór ten cechował się nierozstrzygnięciem kwestii podniesionych przez ruch pojednawczy, który próbował przeprowadzić reformy w Kościele. W Kościele rzymskokatolickim sobór ten nie jest już uznawany jako oficjalny ekumeniczny sobór biskupi, ponieważ stopień i wymiar proponowanego 'pojednania' (chodzi tutaj przede wszystkim o przepaści wynikłe z wieloletniej schizmy oraz herezje na łonie Kościoła jak np. husytyzm) został uznany za herezję.
Zgodnie z dyrektywami Soboru w Konstancji (q.v.) stanowiącymi o regularnym zwoływaniu soborów ekumenicznych celem dyskusji polityki kościelnej, papież Marcin V powołał sobór w Pawii, zainaugurowany 23 kwietnia 1423, kiedy to niespodziewanie wybuchła tam epidemia i rada przeniosła się do Sieny.
W Sienie, postępowanie i działanie Soboru naśladowało ten z Konstancji. Już na początku, pewne formalności związane z zapewnieniem bezpieczeństwa członkom Soboru przez miasto spowodowała tarcia jurysdykcyjne z papieskimi prerogatywami. Niemniej jednak, 8 listopada już cztery dekrety zostały zatwierdzone, wszystkie skierowane przeciwko dogodnym celom: dekret przeciwko zwolennikom heretyckich reformatorów – Jana Husa, spalonego wcześniej na stosie podczas Soboru w Konstancji, oraz Johna Wyclifa, który twierdził, że największym autorytetem i władzą jest Biblia; dekret przeciwko zwolennikom schizmatycznego antypapieża Benedykta XIII; dekret opóźniający w czasie negocjacje z Kościołami wschodnimi (podczas Soboru we Florencji 1438–1445 wypracowano rozsądne porozumienie); dekret sugerujący większe okrucieństwo i wrogość wobec herezji.
Propozycje reform instytucjonalnych w Kościele katolickim powodowały złowrogie swary i kłótnie. Francuskie propozycje zwiększenia lokalnej władzy świeckiej nad organami kościelnymi (poglądy gallikańskie) wywołały sprzeciw lojalistów Kurii Papieskiej. Nic nie zostało dokonane w tej dziedzinie.
19 lutego 1424 na następne miejsce Soboru została wybrana Bazylea, a obecny Sobór rozwiązał się następnego dnia (dekret opublikowany 7 marca). Francuscy uczestniczy woleliby kontynuować Sobór do czasu przeprowadzenia gruntownych reform w kościele, zarówno in capite et in membris ('na czele i wśród członków'), lecz z powodu strachu przed kolejną schizmą, lub też nie chcąc irytować papieża (Siena w południowej Toskanii była blisko Państwa Kościelnego), odjechali. Wybór miejsca na następny sobór, daleko od Państwa Kościelnego i ewentualnej możliwości jego zbrojnej interwencji, jest bardzo ważny.
Zarządcy Sieny dopilnowali by nikt nie odjechał przed spłaceniem swoich długów.